# Paramo de Tamá
Le paramo de Tamá est un paramo situé en Colombie, dans le département de Norte de Santander.

## Géographie

### Topographie
Le paramo de Tamá est situé dans la cordillère Orientale des Andes, entre 3 000 et 3 640 mètres d'altitude. 
Il s'étend sur 7 110 ha dans les municipalités de Toledo et Herrán, dans le département de Norte de Santander.